# Sản xuất khoai tây ở Bắc Triều Tiên

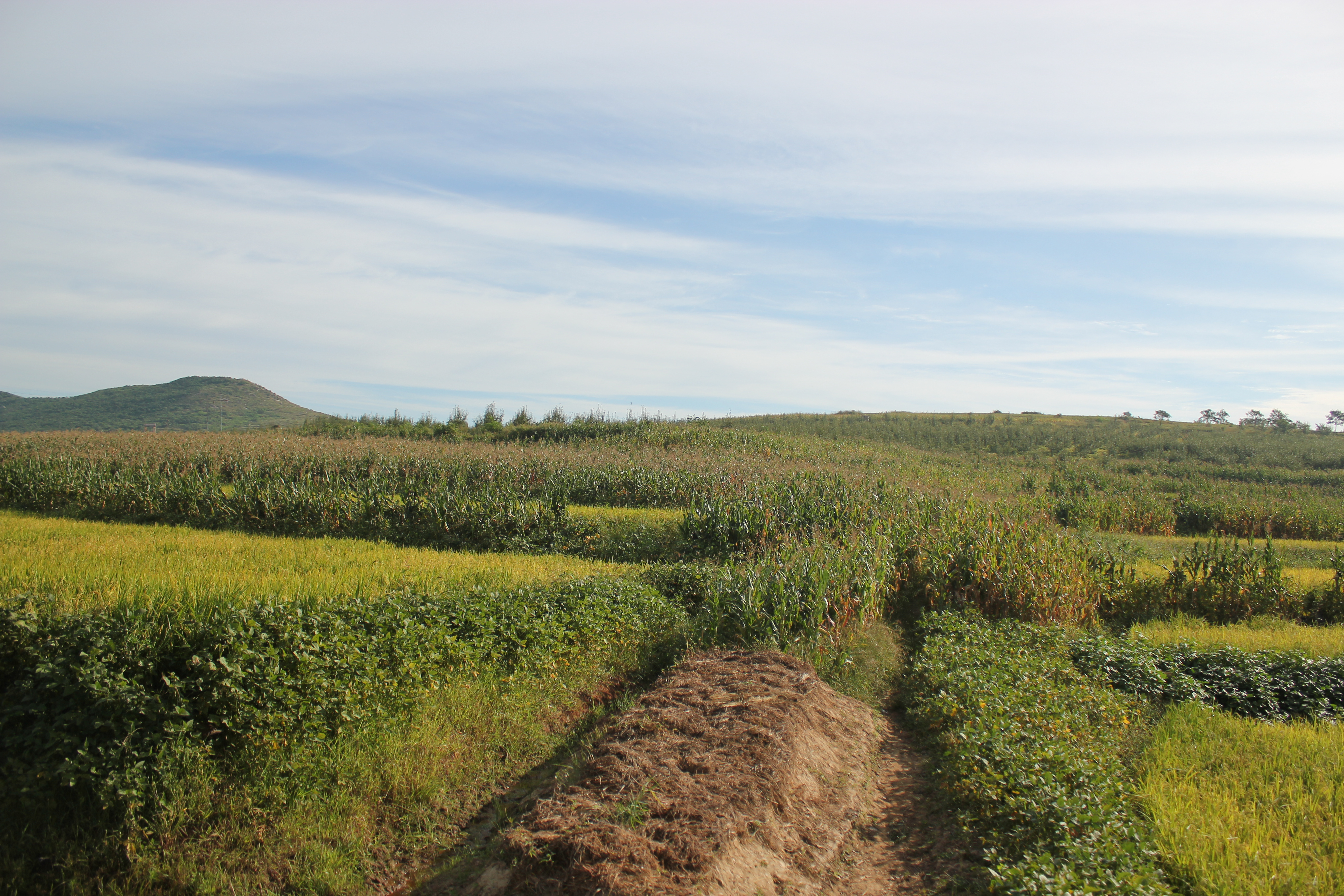
Một cánh đồng khoai tây ở Nampo

Sản xuất khoai tây ở Bắc Triều Tiên chỉ về việc trồng trọt, sản xuất, chế biến đối với cây lương thực khoai tây trong ngành nông nghiệp ở Bắc Triều Tiên. Ở Bắc Triều Tiên, việc trồng khoai tây rất quan trọng đối với sinh kế của người dân nước này. Loại cây trồng này được đưa vào Triều Tiên vào đầu những năm 1800. Kể từ nạn đói những năm 1990, một cuộc cách mạng khoai tây đã diễn ra. Trong mười năm, diện tích trồng khoai tây ở Bắc Triều Tiên đã tăng gấp bốn lần lên 200.000 ha và mức tiêu thụ bình quân đầu người tăng từ 16 lên 60 kilôgam (35 lên 132 lb) mỗi năm cho thấy sản lượng khoai tây đóng góp rất lớn vào nông nghiệp Bắc Triều Tiên nói riêng và kinh tế Bắc Triều Tiên nói chung như là giải pháp chống lại nạn đói và chống chịu các lệnh trừng phạt của Mỹ và các nước đồng minh, nhưng shụ thuộc vào khoai tây cũng có nguy cơ tạo ra nạn nói như nạn đói lớn ở Ireland vì bệnh sương mai trên khoai tây gây ra sự tàn phá sản lượng khoai tây.

## Lịch sử
Việc trồng khoai tây ở Bắc Triều Tiên là một sự phát triển vào đầu thế kỷ 19 (có lẽ được du nhập từ Trung Quốc). Trong những năm 1990, sản lượng khoai tây ở xứ này đã bị dịch bệnh ảnh hưởng cộng thêm điều kiện thời tiết khắc nghiệt, cơ sở bảo quản kém và thiếu vắng hiện đại hóa dẫn đến sản lượng sút giảm Trong thời kỳ chiếm đóng của Nhật Bản từ năm 1910 đến năm 1945, khoai tây là cây trồng chủ lực trong nước, đặc biệt trong Chiến tranh thế giới thứ hai, khoai tây là cây lương thực chính vì gạo được xuất khẩu sang Nhật Bản. Trong một vụ ngộ độc khoai tây từ năm 1952 đến 1953, ít nhất 322 người Bắc Triều Tiên đã bị ảnh hưởng do ăn phải khoai tây thối Of these, 52 people were hospitalized and 22 died.. Năm 1997, Hội đồng nhân dân tối cao đã ra Nghị quyết tìm cách tăng sản lượng của tất cả các loại cây trồng, bao gồm cả khoai tây. Tuy nhiên, vào thời điểm đó, phần lớn kiến thức kỹ thuật về trồng khoai tây đã bị thất truyền và rất ít người có thể chế biến các món ăn từ khoai tây. 

## Hướng đi
Giai đoạn gần đây, "Cuộc cách mạng khoai tây" do Kim Jong-il khởi xướng năm 1999, đến nay, khoai tây bây giờ được coi là một loại cây trồng có tầm quan trọng cao. Theo lãnh đạo Triều Tiên, người dân cần được phổ biến về "những ưu điểm và hiệu quả" của khoai tây, và "những phương pháp chế biến bột khoai tây thành các món ăn cần được tuyên truyền rộng rãi." Không giống như cây lúa cần môi trường ngập nước, khoai tây vẫn sinh trưởng tốt trên những vùng đất không bằng phẳng và Bình Nhưỡng đang nỗ lực đưa loại cây trồng này thành nguồn lương thực mũi nhọn, vì khoai tây cho sản lượng tới 20 tấn một ha, trong khi sản lượng lúa gạo trên cùng diện tích chỉ đạt 10 tấn. Loại cây củ này cũng mang lại nhiều lợi nhuận hơn khi được tinh chế thành bột, việc chế biến khoai tây dạng củ sang dạng bột cũng mang lại cho cả người nông dân trồng và các đơn vị chế biến một nguồn tài chính nhiều lực lượng thị trường hơn vào nền kinh tế vẫn còn nghèo nàn khi nhiều việc làm hơn được mang đến cho thị trường lao động.